# به آرامی می‌پوسیم (آلبوم آبیچوآری)
به آرامی می‌پوسیم (به انگلیسی: Slowly We Rot) اولین آلبوم گروه دث-متال آمریکایی آبیچوآری است. این آلبوم در ۱۶ می ۱۹۸۹ منتشر شد و تنها آلبوم از این گروه است که در آن دنیل تاکر با همراهی خود به بیس نوازی پرداخته. همچنین گیتاریست، آلن وست، پس از ضبط این آلبوم گروه را ترک نمود ولی برای ضبط سومین آلبوم گروه یعنی، پایان کامل (به انگلیسی: The End Complete)، دوباره به آبیچوآری بازگشت. به آرامی می‌پوسیم در ۲۷ ژانویه ۱۹۹۷ با تغییراتی در صدا و جلدنوشته‌های آلبوم بازنشر شد.

## فهرست آهنگ‌ها
تمام موسیقی در قطعات زیر توسط آبیچوآری نواخته و ترانه‌ها منحصراً توسط جان تاردی نوشته شده‌است.
| ترتیب | عنوان            | زمان  |
| ----- | ---------------- | ----- |
| ۱.    | خونریزی داخلی    | ۳:۰۱  |
| ۲.    | موجودات خدایی    | ۱:۵۵  |
| ۳.    | تا مرگ           | ۳:۵۶  |
| ۴.    | به آرامی می‌پوسیم | ۳:۳۶  |
| ۵.    | دید ابدی         | ۲:۲۵  |
| ۶.    | دروازه‌ها به جهنم | ۲:۴۹  |
| ۷.    | لغات اهریمن      | ۱:۵۵  |
| ۸.    | خفگی             | ۲:۳۵  |
| ۹.    | سم زدایی شده     | ۴:۴۰  |
| ۱۰.   | مقاصد مرگبار     | ۲:۰۹  |
| ۱۱.   | خون‌آلود          | ۳:۱۱  |
| ۱۲.   | استینکوپوس       | ۲:۵۹  |
|       |                  | ۳۸:۴۷ |

| ترتیب | عنوان                      | زمان |
| ----- | -------------------------- | ---- |
| ۱۳.   | نقطهٔ آغاز را پیدا کن (دمو) | ۲:۳۹ |
| ۱۴.   | مرده را دوست بدار (دمو)    | ۲:۳۴ |

## دست اندر کاران
جان تاردی - خواننده
آلن وست - نوازنده لید گیتار
جی‌پی چارتییر - نوازنده لید گیتار در قطعات سیزدهم و چهاردهم
جروم گریبل - بیس‌نواز در قطعات سیزدهم و چهاردهم
تروور پرز - نوازنده ریتم گیتار
دنیل تاکر - بیس‌نواز
دونالد تاردی - درام‌زن